# Richard Barbieri

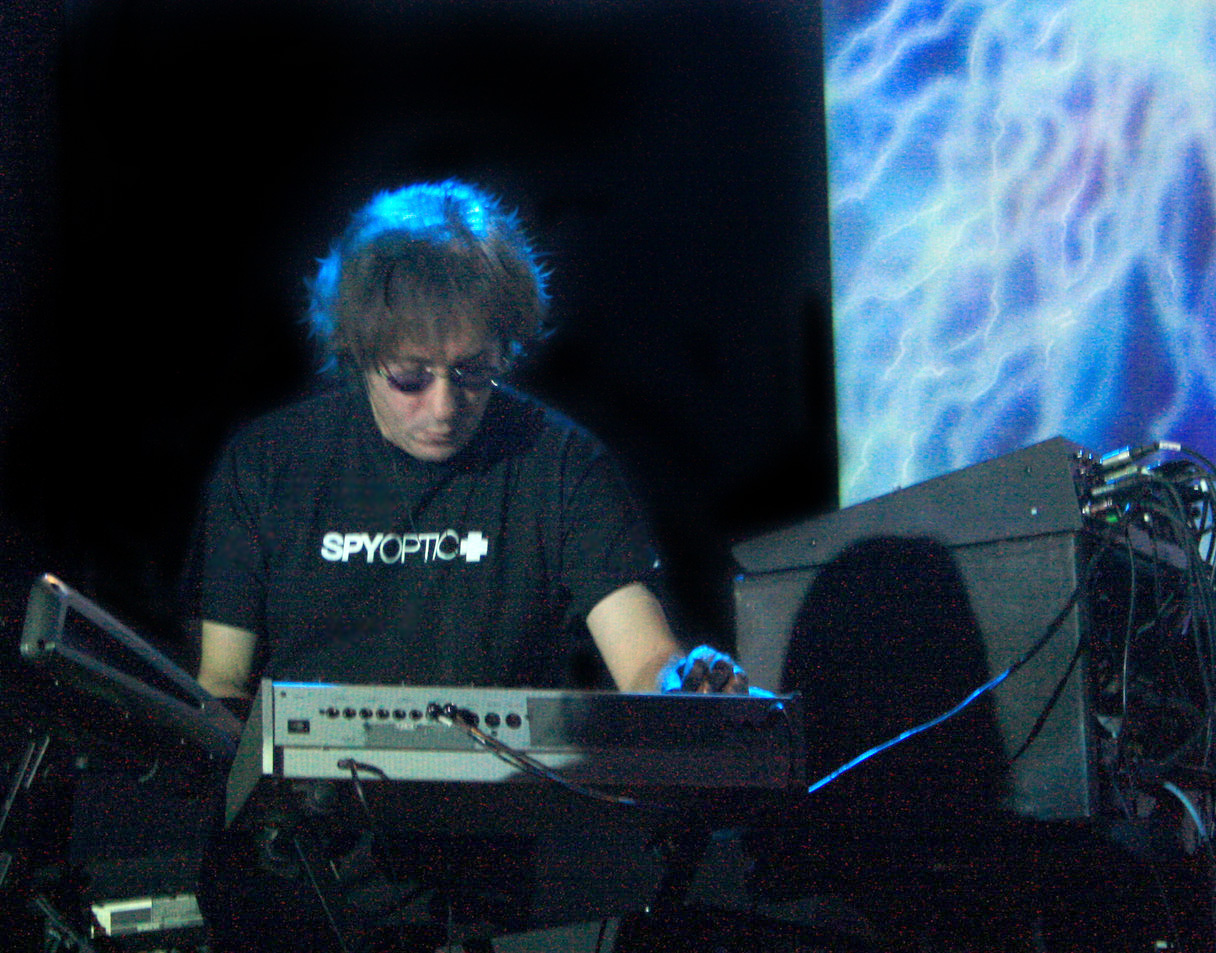
Richard Barbieri

Richard Barbieri (* 30. November 1957 in London, England) ist ein englischer Synthesizer-Spieler, Keyboarder und Komponist.

## Karriere
Bekannt wurde er in den späten 1970ern und frühen 1980er Jahren als Mitglied der New-Wave-Pioniere Japan (und ihrer kurzen Reinkarnation als Rain Tree Crow). Von 1993 bis 2012 war er vor allem als Keyboarder der Band Porcupine Tree bekannt. Er wirkte bei sechs Studioalben mit und nahm an mehreren Europatourneen teil. Als man Porcupine Tree 2021 mit einem Bandmitglied weniger wieder gründete, war Richard Barbieri auch diesmal wieder als Keyboarder mit dabei.

## Diskographie
Alben, die mit einem (*) markiert sind, enthalten Kompositionen Barbieris.

### Mit Japan
- 1977 – Adolescent Sex (Hansa Records)
- 1978 – Obscure Alternatives (Hansa Records)
- 1979 – Quiet Life (Hansa Records)
- 1980 – Gentlemen Take Polaroids (Virgin records)
- 1981 – Tin Drum (Virgin Records)
- 1981 – Assemblage (Compilation) (Hansa Records)
- 1983 – Oil on Canvas (Livealbum) (Virgin Records)
- 1984 – Exorcising Ghosts (Compilation) (Virgin Records)
- 1989 – Souvenir From Japan (Compilation) (Hansa Records)s
- 1991 – The Other Side Of Japan (Compilation) (Receiver Records)

### MitRain Tree Crow
- 1991 – Rain Tree Crow (Virgin Records)

### MitDavid Sylvian/Steve Jansen
- 1984 – Brilliant Trees (Virgin Records)
- 1986 – Gone To Earth

### Mit Jansen/Barbieri
- 1985 – Worlds In A Small Room* (Pan East (UK) / JVC Victor (Japan))
- 1991 – Stories Across Borders* (Venture / Virgin)
- 1995 – Stone To Flesh* (Medium Productions)
- 1996 – Other Worlds In A Small Room* (Medium Productions)

### Mit Jansen/Barbieri/Karn
- 1994 – Beginning to Melt* (Medium Productions)
- 1994 – Seed* (Medium Productions)
- 1999 – ISM* (Polydor / Medium)
- 2001 – Playing in a Room with People* (Medium Productions)

### Mit The Dolphin Brothers
- 1987 – Catch the Fall (Virgin Records)
- 1987 – Face To Face (Japanese T.V.C.M. 7” Single) (Virgin Records)

### Mit Jansen/Barbieri/Takemura
- 1997 – Changing Hands* (Medium Productions)

### Mit Indigo Falls
- 1996 – (Richard Barbieri/Suzanne Barbieri) (Medium Productions)

### Als Richard Barbieri/Tim Bowness
- 1994 – Flame (One Little Indian)

### Als No-Man, Barbieri/Bowness
- 1994 – wired 1 (Wire Magazine)

### Mit Barbieri/Roedelius/Chianura
- 2001 – T’AI (Auditorium)

### AlsSteve Hogarth/Richard Barbieri
- 2012 Not The Weapon But The Hand* (Kscope)
- 2013 Arc Light (EP)
- 2013 none (Kscope)

### Richard Barbieri
- 2005 – Things Buried* (Intact Records)
- 2008 – Stranger Inside* (K-Scope/Snapper)
- 2017 – Planets + Persona (K-Scope)
- 2021 – Under A Spell* (K-Scope)

### Mit Porcupine Tree
- 1993 – Up the Downstair (Delerium Records)
- 1995 – The Sky Moves Sideways (Delerium Records)
- 1996 – Signify* (Delerium Records)
- 1997 – Coma Divine (Delerium Records)
- 1998 – Metanoia* (Delerium Records)
- 1999 – Stupid Dream* (Snapper Records)
- 2000 – Voyage 34: The Complete Trip* (Snapper Records)
- 2000 – Lightbulb Sun* (Snapper Records)
- 2001 – Recordings* (Snapper Records)
- 2002 – Stars Die: The Delerium Years 1991-1997 (Snapper Records)
- 2002 – In Absentia* (Lava / Warner)
- 2005 – Deadwing* (Lava / Warner)
- 2007 – Fear of a Blank Planet* (Roadrunner / Warner)
- 2007 – Nil Recurring* EP (Peaceville Records)
- 2009 – The Incident* (Roadrunner / Warner)
- 2021 – Harridan* Single (Sony Music Entertainment)